# Cəyirli (Şəki)
Cəyirli è un comune dell'Azerbaigian situato nel distretto di Şəki. Conta una popolazione di 100 000 abitanti.